# Schela (Galați)
Pour les articles homonymes, voir Schela.
Schela est une commune roumaine située dans le județ de Galați.